# Флаг Тамбова
Флаг Тамбо́ва официальный символ городского округа «Город Тамбов» Тамбовской области Российской Федерации. Флаг утверждён 30 июля 2008 года и внесён в Государственный геральдический регистр Российской Федерации с присвоением регистрационного номера 4234.

## Описание
«Флаг города Тамбова представляет собой прямоугольное полотнище с отношением ширины к длине 2:3, состоящее из двух горизонтальных полос: синего (вверху, шириной 2/3 ширины полотнища) и зелёного цветов, в центре которого — улей жёлтого цвета (габаритная высота которого составляет 1/4 длины полотнища), над которым — три пчелы жёлтого цвета, расположенные веерообразно».

## Обоснование символики
Флаг разработан на основе герба города — одного из старых гербов в России.
В описании герба, Высочайше утверждённом 16 (27) августа 1781 года сказано:

На лазуревом поле улей и над ним три золотыя пчелы, земля зеленая. (Старый герб).

Впервые герб был утверждён как эмблема для знамён тамбовских драгунских полков, войдя в состав знаменного гербовника в 1729-30 годах. Основой для герба Тамбова стала эмблема из популярной в начале XVIII веке книги «Символы и емблемата». Улей с пчёлами и поясняющий его девиз «Ото всех затворено есть» очень точно отразили историю появления и развития города.
Тамбов был основан по указу Михаила Романова в 1636 году. Стольником Романом Бобарыкиным и его служилыми людьми на левом берегу реки Цны близ переправы, на старинной Ордабазарной дороге, связывавшей Москву с Нижним Поволжьем, была заложена крепость. Новая крепость соединила между собой две большие оборонительные линии на южных рубежах Российского государства. Несмотря на то, что стены Тамбова были многократно осаждаемы татарскими и ногайскими ордами, его ни разу не удалось захватить. Свыше 100 лет крепость Тамбов выполняла своё военное назначение, надёжно защищая всю округу.
Но не только своей воинской доблестью прославил себя город. Улей и пчелы отразили один из процветающих местных промыслов того времени: тамбовская земля в те времена славилась своими бортническими угодьями. Качества местного мёда были широко известны всей России. Луговое разнотравье и липовые леса стали залогом особого вкуса и целебных сил тамбовского мёда, ценившегося всегда очень высоко.
Выбор улья и пчёл в качестве герба стало аллегорией развития экономики. Пчела — традиционный символ трудолюбия, бережливости и порядка, усердия, плодородия и изобилия. С середины XVIII века Тамбов — торгово-экономический центр большого земледельческого района. А строительство Рязано-Уральской железной дороги в 1869 году дало хороший импульс развитию города, оживлению торговли и появлению металлообрабатывающих предприятий.
К концу XX века Тамбов стал крупным промышленным центром с развитыми отраслями химического машиностроения и электротехнических производств. Трудовой подвиг тамбовцев в годы Великой Отечественной войны отмечен орденом: 25 апреля 1961 года Указом Президиума Верховного Совета СССР город Тамбов был награждён Орденом Трудового Красного Знамени.
Лента ордена может украшать флаг города в особо торжественных случаях.